# Convocazioni alla Volleyball Challenger Cup maschile 2024
Elenco dei giocatori convocati per la Volleyball Challenger Cup 2024.

## Belgio
| N° | Nome                | Ruolo | Data di nascita  | Squadra            |
| -- | ------------------- | ----- | ---------------- | ------------------ |
| -  | Emanuele Zanini     | All   | 15 aprile 1965   | -                  |
| 1  | Jolan Cox           | O     | 12 luglio 1991   | Maaseik            |
| 2  | Ferre Reggers       | O     | 18 luglio 2003   | Powervolley Milano |
| 6  | Simon Plaskie       | S     | 10 marzo 2001    | Roeselare          |
| 8  | Michiel Fransen     | S     | 29 ottobre 2002  | Avoc Achel         |
| 9  | Wout D'Heer         | C     | 26 aprile 2001   | Trentino           |
| 11 | Seppe Van Hoyweghen | P     | 7 ottobre 2000   | Menen              |
| 12 | Seppe Rotty         | S     | 12 marzo 2001    | Roeselare          |
| 13 | Kobe Verwimp        | L     | 13 gennaio 2005  | Haasrode Leuven    |
| 16 | Robbe Ponseele      | P     | 25 gennaio 2005  | Aalst              |
| 20 | Robbe Van de Velde  | S     | 28 ottobre 2002  | Aalst              |
| 23 | Pierre Perin        | S     | 20 febbraio 2004 | Waremme            |
| 26 | Bert Dufraing       | L     | 5 settembre 1998 | Aalst              |
| 28 | Milan Cardillo      | C     | 10 febbraio 2004 | Avoc Achel         |
| 29 | Mauro Lips          | C     | 10 gennaio 2006  | Vilvoorde          |

## Cile
| N° | Nome                | Ruolo | Data di nascita  | Squadra                |
| -- | ------------------- | ----- | ---------------- | ---------------------- |
| -  | Daniel Nejamkin     | All   | 29 gennaio 1960  | -                      |
| 1  | Estebán Villarreal  | P     | 1º agosto 1997   | Kladno                 |
| 2  | Vicente Ibarra      | O     | 15 aprile 2001   | Selección Chile        |
| 3  | Gabriel Araya       | C     | 1º giugno 1995   | L'Illa-Grau            |
| 5  | Vicente Parraguirre | S     | 14 ottobre 1994  | Ciudad                 |
| 6  | Tomás Gago          | C     | 11 giugno 1997   | Defensores de Banfield |
| 8  | Sebastián Albornoz  | P     | 17 giugno 1992   | Murano                 |
| 9  | Dušan Bonačić       | S     | 19 luglio 1995   | Murano                 |
| 10 | Vicente Mardones    | C     | 18 dicembre 1999 | -                      |
| 11 | Matías Jadue        | S     | 17 luglio 2002   | Selección Chile        |
| 15 | Sebastián Castillo  | L     | 19 novembre 1995 | -                      |
| 16 | Felipe Valenzuela   | S     | 12 aprile 2005   | -                      |
| 17 | Jaime Bravo         | L     | 10 novembre 2001 | Murano                 |
| 18 | Kaj Bonačić         | S     | 13 ottobre 2004  | Murano                 |
| 22 | Bastián Fuentes     | C     | 17 aprile 1998   | Murano                 |

## Cina
| N° | Nome          | Ruolo | Data di nascita  | Squadra               |
| -- | ------------- | ----- | ---------------- | --------------------- |
| -  | Vital Heynen  | All   | 12 giugno 1969   | Nilüfer               |
| 2  | Jiang Chuan   | O     | 9 agosto 1994    | JT Thunders Hiroshima |
| 3  | Wang Hebin    | P     | 27 giugno 1999   | Guangdong             |
| 4  | Li Lei        | S     | 23 aprile 2001   | Shandong              |
| 6  | Yu Yuantai    | S     | 3 dicembre 1997  | Suntory Sunbirds      |
| 8  | Wang Dongchen | C     | 1º giugno 2000   | WolfDogs Nagoya       |
| 9  | Li Yongzhen   | C     | 7 agosto 1998    | Zhejiang              |
| 10 | Yang Tianyuan | L     | 28 giugno 1994   | Shanghai              |
| 14 | Zhai Dejun    | S     | 2 gennaio 2000   | Shandong              |
| 15 | Peng Shikun   | C     | 26 agosto 2000   | Shanghai              |
| 16 | Qu Zongshuai  | L     | 20 gennaio 1999  | Shanghai              |
| 17 | Wang Jingyi   | O     | 7 febbraio 1998  | Shandong              |
| 20 | Rao Shuhan    | C     | 23 dicembre 1996 | JTEKT Stings          |
| 22 | Zhang Jingyi  | S     | 20 dicembre 1999 | Belogor'e             |
| 30 | Mao Tianyi    | P     | 2 giugno 1993    | Tianjin               |

## Croazia
| N° | Nome                  | Ruolo | Data di nascita  | Squadra            |
| -- | --------------------- | ----- | ---------------- | ------------------ |
| -  | Igor Juričić          | All   | 7 novembre 1974  | Trefl Gdańsk       |
| 1  | Petar Višić           | P     | 11 febbraio 1998 | Milano             |
| 4  | Kruno Nikačević       | C     | 11 gennaio 1996  | Pineto             |
| 6  | Bernard Bakonji       | P     | 28 novembre 1997 | Kamnik             |
| 7  | Marko Sedlaček        | S     | 29 luglio 1996   | Jastrzębski Węgiel |
| 8  | Sven Jakopec          | C     | 27 febbraio 2005 | HAOK Mladost       |
| 9  | Roko Vlašić           | S     | 11 marzo 2004    | HAOK Mladost       |
| 10 | Filip Šestan          | S     | 6 giugno 1995    | Chaumont           |
| 11 | Petar Đirlić          | O     | 27 maggio 1997   | Powervolley Milano |
| 13 | Hrvoje Pervan         | L     | 8 dicembre 1994  | HAOK Mladost       |
| 15 | Tomislav Mitrašinović | O     | 14 febbraio 2000 | Kamnik             |
| 18 | Marko Repek           | L     | 30 giugno 2003   | HAOK Mladost       |
| 19 | Ivan Zeljković        | S     | 31 agosto 1994   | Saint-Nazaire      |
| 20 | Gabrijel Cvanciger    | O     | 1º agosto 2003   | HAOK Mladost       |
| 22 | Ivan Mandura          | C     | 14 marzo 1997    | Varaždin           |

## Egitto
| N° | Nome               | Ruolo | Data di nascita   | Squadra      |
| -- | ------------------ | ----- | ----------------- | ------------ |
| -  | Fernando Muñoz     | All   | 27 luglio 1970    | Al-Ahly      |
| 2  | Ahmed Abdelrahman  | S     | 1º marzo 2000     | Al-Ahly      |
| 5  | Mohamed Elhaddad   | C     | 22 settembre 2000 | Al-Ahly      |
| 6  | Mohamed Hassan     | L     | 28 settembre 1993 | Zamalek      |
| 7  | Ramadan            | L     | 1º luglio 1995    | Al-Ahly      |
| 8  | Abdelrahman Eissa  | S     | 24 agosto 2001    | -            |
| 9  | Mohamed Sayedin    | S     | 1º aprile 1996    | Al-Ahly      |
| 10 | Mohamed Masoud     | C     | 1º maggio 1994    | Zamalek      |
| 12 | Hossam Abdalla     | P     | 16 gennaio 1988   | Al-Ahly      |
| 13 | Mohamed Khater     | C     | 4 luglio 1991     | Zamalek      |
| 14 | Seifeldin Aly      | O     | 14 luglio 1999    | Al-Ahly      |
| 16 | Mostafa Abdelmoaty | P     | 27 giugno 1997    | -            |
| 17 | Reda Haikal        | O     | 7 novembre 1990   | Zamalek      |
| 22 | Mohamed Issa       | S     | 12 aprile 1988    | Al-Khaleej   |
| 23 | Ahmed Omar         | S     | 3 aprile 1995     | Stella Rossa |

## Messico
| N° | Nome                | Ruolo | Data di nascita  | Squadra             |
| -- | ------------------- | ----- | ---------------- | ------------------- |
| -  | Carlos Schwanke     | All   | 5 maggio 1974    | Amigos do Vôlei     |
| 2  | Jorge Hernández     | S     | 14 agosto 2003   | Baja California     |
| 3  | Hiram Bravo         | L     | 19 dicembre 1999 | -                   |
| 5  | Víctor Parra        | C     | 3 settembre 1999 | Mezcaleros          |
| 8  | Edgar Mendoza       | P     | 8 gennaio 1999   | Nayarit             |
| 9  | Axel Téllez         | C     | 8 ottobre 1999   | Teruel              |
| 10 | Yasutaka Sanay      | S     | 2 maggio 2001    | -                   |
| 11 | Brandon López       | C     | 30 agosto 1996   | Cocoteros de Colima |
| 12 | Mauro Fuentes       | S     | 13 ottobre 1997  | San Roque           |
| 13 | Juan García         | C     | 24 giugno 2003   | -                   |
| 22 | Ángel Domínguez     | O     | 12 marzo 2004    | -                   |
| 23 | Luis Sánchez        | L     | 20 gennaio 1999  | -                   |
| 33 | Leonardo Maldonado  | S     | 28 maggio 2003   | -                   |
| 48 | Franky Hernández    | S     | 4 marzo 2002     | -                   |
| 96 | Miguel Ángel García | P     | 6 dicembre 1996  | Tigres UANL         |

## Qatar
| N° | Nome                 | Ruolo | Data di nascita  | Squadra   |
| -- | -------------------- | ----- | ---------------- | --------- |
| -  | Camilo Soto          | All   | 25 giugno 1975   | -         |
| 1  | Youssef Oughlaf      | O     | 6 maggio 1989    | Qatar SC  |
| 2  | Papemaguette Diagne  | C     | 23 febbraio 1997 | Qatar SC  |
| 4  | Yousef Alyafeai      | O     | 15 maggio 2002   | -         |
| 5  | Sultan Abdalla       | P     | 1º novembre 1997 | Qatar SC  |
| 6  | Borislav Georgiev    | P     | 12 maggio 1992   | Police    |
| 7  | Belal Abunabot       | C     | 1º gennaio 1991  | Al-Rayyan |
| 8  | Mohamed Widatalla    | S     | 9 settembre 2002 | Al-Sadd   |
| 9  | Mubarak Al-Kuwari    | S     | 7 novembre 2002  | Al-Khor   |
| 10 | Ghanem Al-Remaihi    | L     | 6 dicembre 1993  | Al-Arabi  |
| 18 | Ahmed Abdelrahim     | C     | 16 giugno 2003   | Al-Rayyan |
| 20 | Osman Wagihalla      | C     | 1º gennaio 1993  | Police    |
| 22 | Abdelrahman Bakry    | O     | 6 ottobre 2004   | Al-Sadd   |
| 23 | Mohammed Alsharshani | S     | 28 dicembre 2003 | Qatar SC  |

## Ucraina
| N° | Nome                | Ruolo | Data di nascita   | Squadra               |
| -- | ------------------- | ----- | ----------------- | --------------------- |
| -  | Raúl Lozano         | All   | 3 settembre 1956  | JT Thunders Hiroshima |
| 6  | Maksym Drozd        | C     | 5 agosto 1991     | Epicentr-Podoljany    |
| 9  | Viktor Shapoval     | O     | 8 aprile 1992     | Žytyči                |
| 12 | Serhii Yevstratov   | P     | 24 agosto 1993    | Prometej              |
| 15 | Yaroslav Pampushko  | L     | 11 novembre 2001  | Barkom-Kažany         |
| 16 | Dmytro Dolgopolov   | P     | 14 settembre 1993 | Pafiakos              |
| 18 | Tymur Tsmokalo      | S     | 23 dicembre 2003  | Ostrava               |
| 20 | Oleksandr Nalozhnyi | S     | 24 giugno 1996    | Epicentr-Podoljany    |
| 21 | Evhenii Kisiljuk    | S     | 27 gennaio 1995   | Epicentr-Podoljany    |
| 22 | Mykola Dzhul        | L     | 4 marzo 2005      | Bukovynka             |
| 30 | Andriy Chelenyak    | S     | 2 gennaio 2005    | Bukovynka             |
| 42 | Danylo Uryvkin      | O     | 27 maggio 2001    | Epicentr-Podoljany    |
| 88 | Oleksandr Koval     | C     | 10 febbraio 1999  | Epicentr-Podoljany    |
| 97 | Mykyta Luban        | S     | 14 settembre 1997 | -                     |
| 99 | Mykola Kuts         | C     | 17 maggio 2006    | Jastrzębski Węgiel    |